# Glechoma longituba
Glechoma longituba là một loài thực vật có hoa trong họ Hoa môi. Loài này được Takenoshin Nakai mô tả khoa học đầu tiên năm 1921 dưới danh pháp Glechoma hederacea var. longituba. Năm 1948 Lyudmila Andreyeva Kuprianova nâng cấp nó thành loài độc lập.